# Ytter-Kavelbrotjärnen
Ytter-Kavelbrotjärnen är en sjö i Örnsköldsviks kommun i Ångermanland och ingår i Gideälvens huvudavrinningsområde.